# 土肥博至
土肥 博至（どひ ひろし、1934年 - ）は、日本の建築家、都市計画家、アーバンデザイナー、芸術工学者。工学博士。元神戸芸術工科大学学長。専門は環境デザイン、建築デザイン。筑波大学名誉教授。東京都出身。

## 略歴
1934年に東京都で生まれる。東京大学工学部建築学科を経て、同大学院数物系研究科へ進学する。その後、日本住宅公団に就職し、若林時郎，小林篤夫，東京大学高山研の土田旭，大村虔一らと高蔵寺ニュータウン計画、若林、南條道昌らと、筑波研究学園都市の計画、設計、建設を担当した。1971年に東京教育大学助教授となり、筑波大学のキャンパスデザインを行った。1976年に筑波大学芸術学部（後に芸術系）の教授となり都市計画・建築計画、園芸学・造園学、農業土木学・農村計画学などの研究を行う。また、茨城県などを中心に都市景観計画に参画し、都市化過程の調査に従事した。1997年に筑波大学名誉教授となった後に、2000年に神戸芸術工科大学芸術工学部教授となる。2002年に同大学学長に就任し、2007年度まで務めた。

## 表彰
- 1981年：日本建築学会賞（業績部門）

## 著書
- 『現代建築と都市』（共著、彰国社、1962年）
- 『筑波研究学園都市における市街化と住宅供給に関する研究（2）』（編著、新住宅普及会住宅建築研究所、1982年）
- 『新建築学大系（20）』（共著、新建築学大系編集委員会編、彰国社、1985年）
- 『建築デザインの世界』（編著、井上書院、1997年）
- 『空間体験』（共著、日本建築学会編、井上書院、1998年）
- 『空間演出』（共著、日本建築学会編、井上書院、2000年）
- 『ジオメトリック・アート』（監修、カスパー・シュワーベ・石黒敦彦著、工作舎、2006年）
- 『環境デザイン用語辞典』（監修、環境デザイン研究会編著、井上書院、2007年）
- 『建築デザイン用語辞典』（監修、建築デザイン研究会編著 、井上書院、2009年

### 論文
- 国立情報学研究所収録論文 国立情報学研究所.2010-05-09閲覧。